# Wilhelm Jerusalem

Wilhelm Jerusalem (Dřenice, 11 de octubre de 1854 - Viena, 15 de julio de 1923) fue un filósofo y pedagogo austríaco de origen judío.
Estudió Filosofía en la Universidad de Praga y se doctoró con el tema La inscripción de Sestos y Polibio. Dio clases de enseñanza secundaria en Praga y Mikulov hasta 1887. En 1888 ingresó como profesor en la escuela secundaria K.K. Staatsgymnasium im VIII. Bezirk de Viena y en 1891 se convirtió en lector de la Universidad de Viena. Jerusalem estaba muy interesado en el sistema educativo y reclamó cambios en el vigente en el Imperio austrohúngaro. Otro de sus campos de interés estaba en la educación de las minorías. Escribió una monografía sobre la educación de los sordociegos y en 1890 publicó un estudio psicológico sobre la sordociega Laura Bridgman. Asimismo, mantuvo correspondencia con la escritora sordociega Helen Keller. Se considera a Jerusalem el descubridor del talento literario de Keller. 
También estuvo muy interesado en desarrollar el método filosófico del Pragmatismo. En 1907 tradujo al alemán la obra Pragmatism de William James.
Tras la Primera Guerra Mundial consiguió el puesto de profesor asociado en la Universidad de Viena, donde dio clases de filosofía y teoría educativa. En 1919 formó parte de la Escuela de Schönbrunn  (Schönbrunner Schule), impulsada por el teniente de alcalde de Viena, Max Winter, quien dedicó parte del Palacio de Schönbrunn a actividades pedagógicas, dirigidas fundamentalmente a mujeres jóvenes (también a algún hombre), con vistas a formarlas como educadoras y profesoras.
En 1923, Jerusalem consiguió la plaza de profesor titular en la Universidad de Viena. Murió de un infarto en 1923.
A lo largo de su dilatada carrera docente, Jerusalem contó entre sus alumnos a futuras personalidades como el escritor Stephan Hock, el político Karl Renner, el compositor Viktor Ullmann, el poeta Anton Wildgans o el pedagogo Otto Felix Kanitz.

## Obras de Jerusalem
- Laura Bridgman, Erziehung einer Taubblinden, Viena, 1890.
- Die Urtheilsfunction, Viena-Leipzig 1895.
- Kants Bedeutung für die Gegenwart, Viena-Leipzig, 1904.
- Wege und Ziele der Ästhetik, Viena, 1906.
- Der Pragmatismus, Vorwort zur Übersetzung des Werkes von William James, Leipzig, 1907.
- Die Aufgaben des Lehrers an Höheren Schulen, Viena-Leipzig, 1912.
- Der Krieg im Lichte der Gesellschaftslehre, Stuttgart, 1915.
- «Zu dem Menschen redet eben die Geschichte» en Friedenspflichten des Einzelnen, Gotha, 1917.
- Moralische Richtlinien nach dem Kriege, Viena, 1918.
- Einleitung in die Philosophie, Viena, 1919-1923.
- «Meine Wege und Ziele» en Die Philosophie der Gegenwart in Selbstdarstellungen, Leipzig, 1992.
- Einführung in die Soziologie, Viena-Leipzig, 1926.